# Distretto di Pucará (Puno)
Il distretto di Pucará è uno dei dieci distretti della provincia di Lampa, in Perù. Si trova nella regione di Puno e si estende su una superficie di 537,6 chilometri quadrati.

Ha per capitale la città di Pucará; nel censimento 2005 si contava una popolazione di 6.830 unità.